# Ito Shingo
Shingo Ito (sinh ngày 28 tháng 4 năm 1979) là một cầu thủ bóng đá người Nhật Bản.

## Sự nghiệp câu lạc bộ
Shingo Ito đã từng chơi cho Kawasaki Frontale, Omiya Ardija và Montedio Yamagata.